# Notting Hillbillies
The Notting Hillbillies fue una banda musical británica formada en 1990. Sus miembros son Ed Bicknell (batería), Marcus Cliff (bajo), Brendan Croker (voz y guitarra), Guy Fletcher (voz y teclados), Paul Franklin (guitarra de pedal metálico - pedabro), Mark Knopfler (voz y guitarra) y Steve Phillips (voz y guitarra).

## Historia
La mayoría de los músicos que formaron The Notting Hillbillies tenían otros proyectos principales en el momento de la formación de la banda y se dedicaron a esta nueva formación como un descanso creativo en el que poder interpretar música alejada del terreno comercial. Brendan Croker y Marcus Cliff provenían de 5 O'Clock Shadows; y Mark Knopfler y Guy Fletcher de Dire Straits. Tanto Brendan Croker como Mark Knopfler conocían a Steve Phillips desde finales de los 60 y habían grabado música con él cuando ninguno de ellos era todavía conocido (alguna de estas maquetas vieron la luz en el disco Just Pickin'). Por otro lado Ed Bicknell era el mánager de Dire Straits y Paul Franklin era un músico de estudio que había trabajado ya con todos ellos.
El nombre de la banda vino de la mezcla de Notting (por el barrio de Londres, Notting Hill, debido a su origen británico) y Hillbilly (palabra que se emplea para designar a las personas sencillas del campo, por su música de estilo folk y country).
En 1990, grabaron su primer y, hasta el momento, único álbum, Missing...Presumed Having A Good Time. La mayoría del repertorio eran canciones clásicas dentro del ámbito del country y el folk; aunque Brendan Crocker, Mark Knopfler y Steve Phillips escribieron una canción original cada uno. A comienzos de los 90, cada uno de los integrantes volvió a sus proyectos principales aunque en los sucesivos años se reunirían para distintas giras (algunas de ellas benéficas) en las que interpretarían canciones de su único álbum de estudio, así como otras canciones de country y canciones de sus respectivos grupos.

## Discografía

### LP
- Missing...Presumed Having A Good Time (1990)

### Sencillos
- Feel Like Going Home (1990), con Lonesome Wind Blues como cara-B.